# メアリー・ミルズ (ゴルファー)
メアリー・ミルズ（Mary Mills、1940年1月19日 – ）は、アメリカ合衆国の元女子プロゴルファー。1962年からLPGAツアーに参戦し、同ツアーでメジャー選手権3勝を含む通算9勝を挙げた。

## アマチュア時代
ミシシッピ州ローレルで生まれる。11歳の時にPGAツアー優勝18回、全米プロゴルフ選手権でも勝利を収めているジョニー・レボルタの指導の下ゴルフを始める。1954年から8年連続でミシシッピ州アマチュアを制し、ガルフコースト・アマチュアを2回制覇した。また、全米女子ジュニア選手権、ウェスタン・ジュニア選手権、全米大学選手権のメダリストでもあった。ミルサップス・カレッジに通い、在籍4年間を通じて男子チーム内でナンバーワンのゴルファーであった。

## プロ転向後
1962年にプロ転向、LPGAツアーに参戦し、LPGAルーキー・オブ・ザ・イヤーを獲得した。ツアーでは3つのシーズンで複数勝利を果し、1973年の6位を最高位として5度に亘りマネーランキングのトップ10に入った。メジャー選手権に於いては1963年に全米女子オープンで優勝、1964年と1973年に全米女子プロゴルフ選手権で優勝した。1980年代までLPGAツアーにフル参戦していた。更に教育も受け続けた。ミルサップス・カレッジで哲学を専攻していたが、1990年代にフロリダ国際大学に再入学し、ランドスケープ・アーキテクチャーの修士号を取得した。その知識をゴルフコース設計に活かしている。更に評価の高いゴルフ・インストラクターでもある。

## プロ戦績

### LPGAツアー（9勝）
| 凡例                     |
| LPGAメジャー選手権 (3勝) |
| その他のLPGAツアー (6勝) |

| No. | 日付           | トーナメント                       | スコア               | ストローク差 | 2位の選手                                                           |
| --- | -------------- | ---------------------------------- | -------------------- | ------------ | ------------------------------------------------------------------- |
| 1   | 1963年7月20日  | 全米女子オープン                   | −3 (71-70-75-73=289) | 3打差        | サンドラ・ヘイニー ルイーズ・サグス                                 |
| 2   | 1964年9月13日  | ユージーン・レディース・オープン   | +1 (70-68-75-76=289) | 3打差        | サンドラ・ヘイニー                                                  |
| 3   | 1964年10月4日  | 全米女子プロゴルフ選手権           | −6 (68-69-72-69=278) | 2打差        | ミッキー・ライト                                                    |
| 4   | 1965年8月15日  | セントルイス・オープン             | −3 (73-71-72=216)    | 2打差        | マリーン・ヘギー キャロル・マン                                     |
| 5   | 1965年9月12日  | ユージーン・オープン               | +6 (75-74-73-72=294) | 1打差        | ジョー・アン・プレンティス                                          |
| 6   | 1969年10月19日 | クオリティ・チェックド・クラシック | −3 (70-73-70=213)    | 1打差        | キャロル・マン                                                      |
| 7   | 1970年6月28日  | レン・イムケ・ビュイック・オープン | E (73-74-69=216)     | プレーオフ   | アリシア・ギブソン サンドラ・ヘイニー                               |
| 8   | 1973年6月10日  | 全米女子プロゴルフ選手権           | −4 (73-73-72-70=288) | 1打差        | ベッツィー・バーフェインド                                          |
| 9   | 1973年7月1日   | レディー・タラ・クラシック         | −2 (77-70-70=217)    | 1打差        | ローラ・ボー サンドラ・ヘイニー シャロン・ミラー ジュディ・ランキン |

LPGAツアー プレーオフの記録 (1勝1敗)
| No. | 年     | トーナメント                       | 対戦相手                              | 結果                                                      |
| --- | ------ | ---------------------------------- | ------------------------------------- | --------------------------------------------------------- |
| 1   | 1970年 | レン・イムケ・ビュイック・オープン | アリシア・ギブソン サンドラ・ヘイニー | 2番目の追加ホール目パーで勝利 ヘイニーは1ホール目で脱落。 |
| 2   | 1973年 | ダラス・シヴィタン・オープン       | キャシー・ウィットワース              | 2ホール目で敗退                                           |

## メジャー選手権

### 勝利 (3勝)
| 年     | 選手権                   | スコア               | ストローク差 | 2位の選手                             |
| ------ | ------------------------ | -------------------- | ------------ | ------------------------------------- |
| 1963年 | 全米女子オープン         | −3 (71-70-75-73=289) | 3打差        | サンドラ・ヘイニー、 ルイーズ・サグス |
| 1964年 | 全米女子プロゴルフ選手権 | −6 (68-69-72-69=278) | 2打差        | ミッキー・ライト                      |
| 1973年 | 全米女子プロゴルフ選手権 | −4 (73-73-72-70=288) | 1打差        | ベッツィー・バーフェインド            |